# Čerejivci
Čerejivci, česky Čerejovce, ukrajinsky Череївці, maďarsky Cserház,  jsou ves v obci Lochovo, v ivanovecké venkovské komunitě (hromadě), v mukačevském okrese Zakarpatské oblasti Ukrajiny. V roce 2025 zde žilo 258 obyvatel.

## Historie
Do uzavření Trianonské smlouvy byla tato ves součástí Uherska, poté (pod názvem  Čerejovce) byla součástí Československa. V roce 1921 zde stálo 37 domů a žilo zde 177 obyvatel, z toho 171 Rusínů a 6 Židů. Od roku 1945 byla součástí Ukrajinské sovětské socialistické republiky, která byla součástí SSSR, a nakonec od roku 1991 je součástí samostatné Ukrajiny.